# Microchimerisme

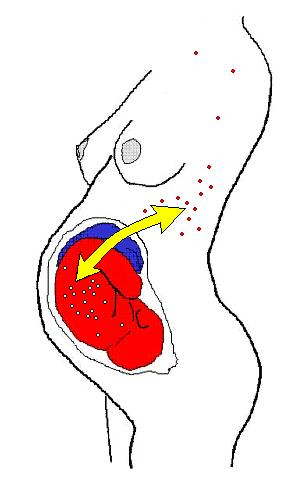
Gedurende de zwangerschap is er een tweerichtingsverkeer van immuuncellen door de placenta.

Microchimerisme is het aanwezig zijn van lichaamsvreemde cellen in het lichaam. Dit kan onder meer optreden tijdens een zwangerschap.  De placentabarrière laat cellen van de foetus door naar de moeder en cellen van de moeder gaan ook over naar de foetus. Dit kan leiden tot foetusmicrochimeren bij de moeder (FMc) en moedermicrochimeren (MMc) bij het kind. Ongeveer 50-75% van de vrouwen hebben na de bevalling immuuncellijnen afkomstig van de foetus. Moedermicrochimeren komen de helft minder vaak voor. Deze cellen zijn dus genetisch verschillend van elkaar. Hierdoor zouden bepaalde typen auto-immuunziekten kunnen optreden, zoals sclerodermie. De werking hiervan is echter nog niet opgehelderd. De uitgewisselde cellen kunnen zich vermenigvuldigen en zich tientallen jaren lang handhaven. Het exacte fenotype van deze cellen is onbekend alhoewel verschillende celtypen zijn geïdentificeerd, zoals verscheidene immuunstammen, mesenchymatische stamcellen en van de placenta afkomstige cellen. De gevolgen van deze cellen voor de gezondheid zijn nog niet bekend. Een van de veronderstellingen is dat deze cellen een graft-versus-hostreactie kunnen oproepen dat vervolgens leidt tot een auto-immuunziekte. Dit zou een verklaring geven voor het voorkomen van meer auto-immuunziekten bij vrouwen in de middelbare leeftijd. Een andere theorie is dat deze cellen voorkomen in beschadigd moederlijk- of aangetastweefsel, waar ze werken als stamcellen en deelnemen aan het herstel. Het is ook mogelijk dat deze cellen meer onschuldige toeschouwers zijn en geen effect hebben op de gezondheid van de moeder.
Microchimeren treden ook op bij bloedtransfusie, die aanleiding geven tot een ernstige immuundeficiëntie bij verwonding.   Voorafgaand aan een niertransplantatie kan met een bloedtransfusie microchimerisme worden ingezet om het transplantaat een grotere acceptatiekans te geven.

## Dieren
Microchimeren treden op bij de meeste tweelingkoeien. Bij koeien en andere runderen fuseren de placenta's en hebben de tweelingen dezelfde bloedcirculatie, waardoor uitwisseling van cellen plaatsvindt. Als de tweeling bestaat uit een vrouwelijke en mannelijke foetus dan hebben de mannelijke hormonen invloed op de vrouwelijke foetus, waardoor er een martin kalf of een freemartin ontstaat. Freemartins zien er vrouwelijk uit maar zijn onvruchtbaar. In een bloedmonster kan vastgesteld worden of het om een freemartin gaat.